# Aksiom
 Der er for få eller ingen kildehenvisninger i denne artikel, hvilket er et problem. Du kan hjælpe ved at angive troværdige kilder til de påstande, som fremføres i artiklen.

Et aksiom er en grundantagelse (sætning), der antages at være sand uden bevis.. Sammen med andre aksiomer ligger aksiomet til grund i et større aksiomatisk system af sætninger. I et sådant system har man altså et sæt aksiomer, som man ikke beviser, men som man bruger som det fundamentale grundlag for at bevise andre sætninger i teorien (det aksiomatiske system). Et aksiom anses typisk for at være selvindlysende sandt.

## Aksiomer i et logisk system
Aksiomsættet, eksempelvis i en matematisk teori, kan ses som de grundlæggende regler, som man frit fastlægger. Aksiomerne afgør herved, hvad der er muligt inden for teorien, og afgrænser, hvad man skal forstå ved de basale begreber, som teorien udsiger noget om. Ligesom man er nødt til at lade nogle udsagn (aksiomerne) være antaget uden bevis, er man nødt til at lade nogle grundlæggende begreber være udefinerede. Et forsøg på at definere alle begreber ville nemlig føre til en uendelig regres, hvor man definerer begreber ved hjælp af andre ikke fastlagte begreber.
Efter at aksiomerne har fastlagt reglerne (og de grundlæggende begreber), kan man udlede så meget, som det er muligt ud fra for aksiomsættet. Hvis der er for få aksiomer til at udlede nok interessante sætninger, kan man være nødt til at indføre flere aksiomer i sin teori. Men hvis det omvendt viser sig, at man faktisk kan udlede et aksiom ud fra de andre aksiomer, kan man udelade denne sætning som aksiom og have den som en bevist sætning i stedet.
Ideen er at have så få aksiomer som muligt til at bevise så meget som muligt inden for et system. Denne ide begrundes dels med at det enkleste er bedst (Ockhams ragekniv), dels med at der derved er en mindre risiko for, at der bliver selvmodsigelser inden for systemet, jf. Gödels ufuldstændighedsteorem.

## Eksempler på aksiomer
Euklids aksiomer, oprindeligt opstillet af Euklid omkring 300 f.Kr., har været grundlaget for geometrien, indtil denne disciplin siden er blevet raffineret og opstillet i forskellige nye versioner. f.eks. af David Hilbert ca. 1900. I Euklidisk geometri lyder et af aksiomerne således: ”Alle rette vinkler er lige store.”
Aristoteles opstillede i sin bog Metafysikken to aksiomer for sin filosofi:
- Modsigelsessætningen.
- Sætningen om den udelukkede tredje mulighed.

Andre aksiomer inden for matematik er eksempelvis Peanos aksiomer, der fastlægger de naturlige tal, og de for matematikken helt fundamentale Zermelo-Fraenkels aksiomer for mængdelæren.

## Aksiomer og teoremer
De sætninger, der bliver udledt af aksiomerne, kaldes teoremer. Teoremerne bliver udledt ved hjælp af deduktion.
Her er et eksempel fra Euklids geometri på en deduktion fra et aksiom til et teorem:
Et aksiom: ”Alle rette vinkler er lige store.”
Ud fra dette aksiom kan man deducere (slutte sig til) et teorem: ”Vinkelsummen i en retvinklet trekant er lig med summen af to rette vinkler.”
Altså: Man beviser teoremet ud fra aksiomet. Beviset (slutningen) kan formuleres således:
”En hvilken som helst retvinklet trekant består af én ret vinkel (på 90 grader) og to vinkler, der begge er mindre end den rette vinkel (mindre end 90 grader). Summen af de sidste to vinkler er altid en ret vinkel. At summen af de to mindre vinkler altid er en ret vinkel ses, når man lægger to ens retvinklede trekanter op ad hinanden langs deres hypotenuser.”
Et aksiomatisk system er et sæt aksiomer samt de teoremer, der logisk kan udledes af dem. Euklids geometri er et eksempel på et aksiomatisk system.